# SV Holthausen Biene
Der SV Holthausen Biene ist ein Sportverein aus Lingen in Niedersachsen. Die erste Fußballmannschaft spielt seit 2013 in der Landesliga Weser/Ems. Neben der Fußballabteilung bietet der Verein die Sportarten Gymnastik, Judo, Tennis, Tischtennis, Walking und Darts an.

## Geschichte
Der Verein wurde 1931 auf Anregung des in Biene wirkenden Pastors Heinrich Schulte als DJK Biene gegründet. Die DJK Biene schloss sich der Deutschen Jugendkraft an, die 1935 von den Nationalsozialisten verboten wurde. Mit dem Verbot des Dachverbandes wurde auch die DJK Biene verboten und aufgelöst. Nach dem Zweiten Weltkrieg wurde im Jahre 1946 mit dem SC Biene ein Nachfolgeverein gegründet, der kurze Zeit später in SV Biene umbenannt wurde. Am 31. Juli 1958 fusionierte der SV Biene mit einem Verein aus Holthausen zum SV Holthausen Biene.
Im Jahre 1995 gelang der Aufstieg in die Landesliga Weser/Ems. Dort gelang nach einem 2:0-Sieg im Entscheidungsspiel gegen den FC Stadthagen der Durchmarsch in die Niedersachsenliga West. Nach zwei Jahren im niedersächsischen Oberhaus musste der SV 1997 wieder in die Landesliga absteigen. Der direkte Wiederaufstieg gelang nach einem 3:1-Sieg über die SSG Halvestorf-Herkendorf. Dieses Mal konnte sich der Verein etablieren und erreichte 2002 den fünften Platz. Drei Jahre später folgte der Abstieg in die Bezirksoberliga Weser/Ems.
Nach mehreren vergeblichen Wiederaufstiegsversuchen wurde der SV Holthausen Biene im Jahre 2011 Meister der Landesliga Weser/Ems und schaffte damit den Aufstieg in die fünftklassige Oberliga Niedersachsen. Als Tabellensechster hatte die Mannschaft die Chance, in zwei Entscheidungsspielen gegen den ETSV Weiche den Durchmarsch in die Regionalliga Nord zu schaffen. Weiche konnte die Spiele mit 3:1 und 3:0 für sich entscheiden. Ein Jahr später folgte der freiwillige Abstieg in die Landesliga. Der Verein verzichtete wegen einer Nachforderung von Steuern und Sozialversicherungsbeiträgen auf einen Lizenzantrag für die Saison 2013/14. Die Saison 2024/25 schloss der SV Holthausen/Biene als Meister der Landesliga Weser/Ems ab und stieg erneut in die Oberliga Niedersachsen auf.

## Persönlichkeiten
- Hermann-Dieter Bellut
- Andreas Helmer